# Dean Conant Worcester
Dean Conant Worcester (1 de octubre de 1866-2 de mayo de 1924) fue un zoólogo, ornitólogo estadounidense, funcionario público y autoridad en Filipinas. Nació en Thetford (Vermont), y estudió en la Universidad de Michigan, de donde se licenció en 1889. La relación de Worcester con Filipinas comenzó en 1887, cuando se unió a una expedición científica a la región como miembro junior. Esta experiencia sentó las bases de su controvertida carrera en el gobierno colonial estadounidense, que comenzó en 1899. Creía firmemente en la misión colonial y se opuso con vehemencia a la independencia de Filipinas. La influencia de Worcester se extendió cuando ocupó el cargo de Secretario de Interior de las Islas Filipinas hasta 1913. Posteriormente se dedicó a los negocios, en particular al cultivo y procesamiento del coco, la cría de ganado y las líneas de transporte marítimo. Murió en Filipinas, dejando tras de sí un polémico legado de servicio público y un gran éxito empresarial.

## Biografía
Dean Conant Worcester nació el 1 de octubre de 1866 en Thetford, Vermont. Hijo de Ezra Carter Worcester (1816-1887) y Ellen Hunt (Conant) Worcester (1826-1902), el menor de nueve hermanos. Asistió a escuelas públicas en Vermont. Cursó el bachillerato en Newton, Massachusetts. Tenía profundas raíces ancestrales en la puritana Nueva Inglaterra. Worcester entró en la Universidad de Míchigan en octubre de 1884 y formó parte de la expedición zoológica de 1887-1888 a Filipinas organizada por Joseph Beal Steere en la que recogieron más de 300 especímenes zoológicos, de los cuales 53 fueron considerados nuevos para la ciencia. Se graduó con una licenciatura en zoología en 1889. Poco después, en septiembre de 1890, Worcester y el compañero zoólogo Frank Swift Bourns regresaron a Filipinas en una expedición zoológica de dos años financiada por Louis F. Menage, un rico empresario de Minneapolis que fue el principal benefactor de la Academia de Ciencias Naturales de Minnesota.

## Worcester en Filipinas
Véase también: Historia de Filipinas (1898–1946)
Cuando estalló la guerra hispano-estadounidense en 1898, Worcester fue muy rápido en sacar provecho de su conocimiento de primera mano de Filipinas dando conferencias públicas y estableciéndose como una autoridad destacada sobre el país con la publicación en octubre de 1898 de su obra Philippine Islands and their People (Las islas Filipinas y su gente). Worcester fue un ávido fotógrafo durante su estancia en Filipinas y sus fotografías publicadas tuvieron una profunda influencia en la formación de la opinión pública en Estados Unidos sobre los exóticos filipinos.
El 20 de enero de 1899, Worcester fue designado, por el Presidente McKinley, como miembro de la Comisión Shurman (Primera Comisión Filipina) para hacer recomendaciones sobre cómo Estados Unidos debía proceder tras la cesión de la soberanía de Filipinas a Estados Unidos por parte de España mediante el Tratado de París (1898). Fue nombrado nuevamente el 16 de marzo de 1900 por McKinley como único miembro de la Comisión Schurman para formar parte de la sucesora Comisión Taft (Segunda Comisión Filipina), en la que trabajó hasta 1913. Como miembro de la Comisión Filipina, desempeñó simultáneamente el influyente cargo de Secretario de Interior para el Gobierno Insular, cargo desde el que supervisó la fundación de varios organismos, como la Oficina de Agricultura, la Oficina de Ciencia, la Oficina de Laboratorios Gubernamentales y la Oficina de Sanidad. En 1907 fundó la Facultad de Medicina de Filipinas y en 1908 colocó la primera piedra del Hospital General de Filipinas, que se inauguró en 1910 y se ha convertido en el principal hospital docente de la Facultad de Medicina de la Universidad de Filipinas y en un hospital para los pobres.
Worcester tenía un gran interés en la salud pública, pero su respuesta a un importante brote de cólera en Manila y otras ciudades filipinas en 1902-04 fue muy criticada. La epidemia fue particularmente severa en el distrito de Farola en Manila (cerca de la actual San Nicolás), donde vivían muchos de los más pobres de la ciudad. Worcester ordenó la quema de cientos de casas y la cuarentena forzosa de muchos filipinos asustados y sin hogar. A pesar de estas medidas draconianas adoptadas por Worcester y funcionarios de salud pública, 109.461 personas murieron en Manila y en otras partes de Filipinas. El fracaso en el control efectivo de este importante brote y los posteriores brotes de cólera en 1905 y 1908 fueron grandes vergüenzas para Worcester y provocaron la ira de la prensa filipina a menudo afirmando que las medidas de salud pública estaban dirigidas principalmente a la limpieza de barrios marginales para la remodelación del valioso puerto de Manila. En respuesta, el Departamento Insular del Interior, principalmente bajo la autoría de Worcester, publicó una historia de estos brotes de cólera con un relato de los intentos del organismo por controlarlos. En la monografía, Worcester afirmó que se había excedido al ordenar la quema de las casas del distrito de Farola.

### Aves de rapiña
El 30 de octubre de 1908, El Renacimiento, un diario en español, publicó un editorial escrito por Fidel A. Reyes (1878-1967), su editor en la ciudad, titulado «Aves de Rapiña», en el que se denunciaba a un funcionario estadounidense por utilizar su cargo para explotar los recursos del país en beneficio propio. El artículo trataba de la corrupción en el gobierno colonial. Se acusaba a Worcester de haber utilizado sus investigaciones antropológicas para buscar oro en Benguet y explotar recursos naturales sin explotar en Mindoro y Mindanao. También se le acusó de beneficiarse de la venta ilegal de carne de ganado enfermo y de la venta de concesiones de tierras sobrevaloradas en propiedades del gobierno.
Según el historiador Ambeth Ocampo, Worcester se opuso a «las insinuaciones de que era como un águila rapaz que saqueaba a sus semejantes». Le ofendió la frase que decía que tenía Aunque el editorial no mencionaba nombres, Worcester consideró que él era el funcionario público al que se hacía referencia y presentó una demanda por difamación contra Reyes, así como contra el director Teodoro Kalaw y el editor Martin Ocampo, entre otros.
El tribunal inferior condenó a Ocampo a seis meses de prisión y a una multa de 2.000 ₱, y a Kalaw a doce meses de prisión y 3.000 ₱ de multa y un veredicto por daños morales y punitivos de 25.000 ₱. Los acusados recurrieron ante el Tribunal Supremo de Filipinas, que confirmó la decisión del tribunal inferior, y ante el Tribunal Supremo de los Estados Unidos, que confirmó la decisión de los tribunales filipinos.
El Gobernador General Francis Burton Harrison indultó a Ocampo y Kalaw en 1914, después de que Worcester dejara su cargo público en septiembre de 1913. No obstante, las multas obligaron a cerrar El Renacimiento.

## Últimos años y muerte
Worcester murió el 2 de mayo de 1924 en Manila debido a enfermedad cardíaca, y fue enterrado en su ciudad natal Thetford, Vermont. En los informes de su muerte los periódicos de Manila El Debate y Manila Times reconocieron sus defectos como funcionario público y polemista político, reconoció que él era un empresario excepcional y un contribuidor importante a los tres negocios filipinos de la agricultura y de la transformación del cocotero, de la ganadería y del transporte marítimo.

## Publicaciones
Sus publicaciones incluyen, además de diversos trabajos:
- Las Islas Filipinas y Su Pueblo (1898)
- Las tribus no cristianas del norte de Luzón (1906)
- Filipinas Pasado y Presente (dos volúmenes, 1913, nueva edición, 1914)

Además publicó artículos en numerosas revistas científicas como National Geographic Magazine.